# Lagoa de Imboassica
Lagoa de Imboassica är en lagun i Brasilien.   Den ligger i delstaten Rio de Janeiro, i den sydöstra delen av landet, 1 000 km sydost om huvudstaden Brasília. Lagoa Imboacica ligger 18 meter över havet.